# جامعة غاجاه مادا
جامعة غاجاه مادا (بالإندونيسية: Universitas Gadjah Mada)‏ هي مؤسسة تعليم عالي تقع في مدينة يوجياكرتا، يوجياكرتا، إندونيسيا. افتتحت رسميا في 19 ديسمبر 1949.

## كليات
- كلية علم الأحياء
- كلية الاقتصاد والأعمال
- كلية الصيدلة
- كلية الفلسفة
- كلية الجغرافيا
- كلية الحقوق
- كلية علوم الثقافة
- كلية علوم الاجتماعية وعلوم السياسة
- كلية الطب
- كلية طب الأسنان
- كلية طب البيطرة
- كلية علوم الغابات
- كلية الرياضيات والعلوم
- كلية الزراعة
- كلية المزارع
- كلية علم النفس
- كلية الهندسة
- كلية تقنية الزراعية
- دبلوم

## الوصلات الخارجية
- (بالإندونيسية) الموقع الرسمي للجامعة غاجاه مادا